# Pelayo Meléndez
Pelayo Meléndez (Tui, m. 1155) va ser un religiós del regne de Lleó, bisbe de Tui entre 1130 i 1155.
Es coneix el seu cognom a través d'un document on se cita el seu germà, Suero Meléndez. Va ser consagrat com a bisbe per part de l'arquebisbe Pelayo de Braga l'any 1130. Va ser l'impulsor de les obres de la catedral, iniciades en el mandat del bisbe anterior. Durant aquest període també es va edificar la casa episcopal al costat de la torre d'Alfons VII. Va introduir a la canònica de la catedral l'orde i la regla de Sant Agustí. Així mateix, Pelayo, juntament amb el seu germà Suero i altres parents, va restaurar el monestir de San Salvador de Barrantes. El bisbat va rebre, a més, diverses terres i senyories per part de la monarquia. Indica Flórez que, durant el seu mandat, la vila de Tui va ser ocupada per Alfons I de Portugal, i en compensació per les destrosses de la guerra, va donar al bisbat la vila de Vinea.
D'acord amb la documentació conservada, Pelayo va morir l'any 1155.